# Meg White

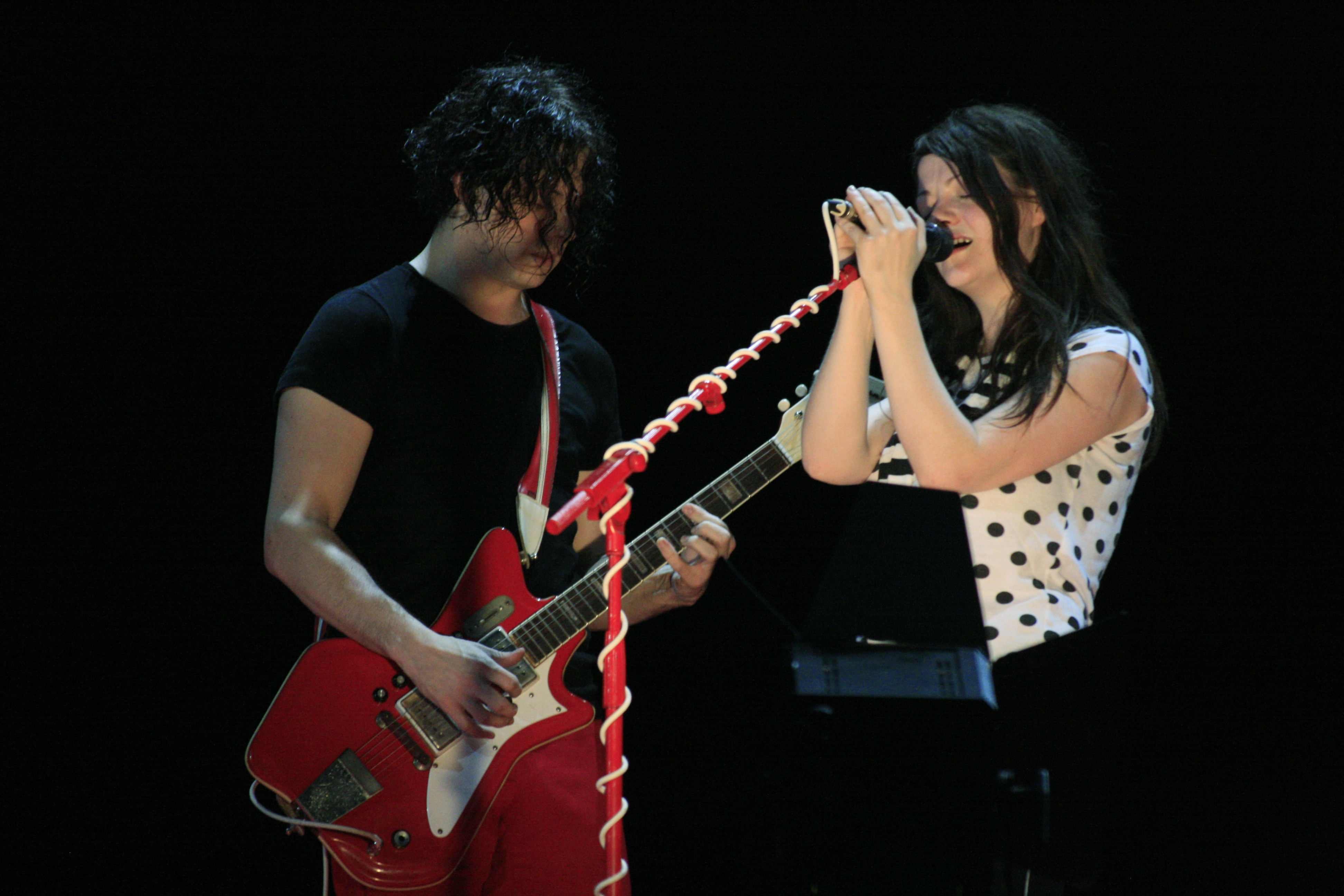
Jack en Meg tijdens een optreden in Londen (2007). Naast drummen heeft Meg ook in een aantal nummers van "The White Stripes" gezongen.

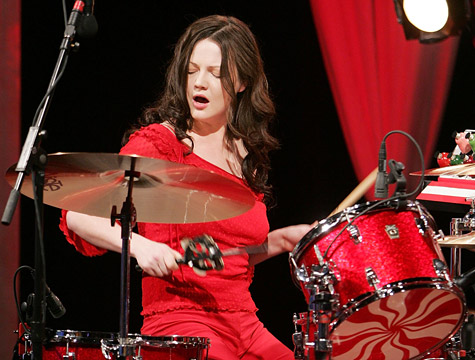
Meg White achter de drums

Megan Martha White (Grosse Pointe Farms (Michigan), 10 december 1974) is een Amerikaans drummer.
Meg White verwierf bekendheid als drummer in de tweekoppige rockband The White Stripes. "The white stripes" is een van de meest invloedrijke bands van de 21e eeuw. Samen met Jack White vormt ze een duo dat volgens Rolling Stone magazine op nummer 6 staat van "meest iconische duo's aller tijden".
Wat de "White Stripes" zo succesvol maakt zijn de eenvoudige, maar geniale ritmes achter de nummers. Deze ritmes hebben onder andere "Seven Nation Army" tot een hit gemaakt. Het meesterbrein achter dit succes is Meg White. Meg's drumstijl is uniek: eenvoudig, maar enorm krachtig. Zelf beschrijft ze haar drumstijl als 'the liberation of limiting yourself'. Deze minimalistische invalshoek is duidelijk terug te zien in het album van de band genaamd "De Stijl" (20 juni 2000), geïnspireerd op het Nederlandse tijdschrift "De Stijl".
Meg White en gitarist Jack White hebben dezelfde achternaam, wat het tweetal aanvankelijk verklaarde door het feit dat ze broer en zus waren. Later bleek dat ze van 1996 tot medio 2000 waren getrouwd, en Jack (John Anthony) haar achternaam had aangenomen. Zijn oorspronkelijke achternaam was Gillis. Na hun scheiding besloot Jack haar achternaam te behouden.
In 2011 is het duo uit elkaar gegaan. Sindsdien is Meg uit het oog van de media verdwenen.
- International Standard Name Identifier: 0000 0000 7910 5104
- Library of Congress Control Number: no2005066212
- MusicBrainz: e49683e5-61e8-4f82-9069-e5d622bbb342
- Nationale Bibliotheek van Tsjechië: jo2006324722
- Nationale Bibliotheek van Israël: 987007333045405171
- PIC: 389822
- Virtual International Authority File: 84178378
- WorldCat: E39PBJmP97pRD8HGVXmY9thmBP